# Зимние комары
Зи́мние комары́ (лат. Trichoceridae) — семейство насекомых из отряда двукрылых. Древнейшие ископаемые находки семейства датируются ранней юрой (синемюрский ярус).

## Внешнее строение
Комары зимние — это длинноусые двукрылые, имеющие длинное и тонкое тело и ноги, что делает их схожими с представителями семейств комаров-долгоножек (Tipulidae), танидерид (Tanyderidae) и птихоптерид (Ptychopteridae). Голова округлая. Усики обычно длинные, достигают заднего края груди при изгибе назад. Флагеллум усиков состоит из 16 члеников. Щупики 5-члениковые. У зимних комаров на темени имеются два-три простых глазка, что отличает их от представителей выше перечисленных семейств. Фасеточные глаза голые (Cladoneura Scudder) или в волосках (Trichocera Meigen). Среднеспинка с поперечным V-образным швом между основаниями крыльев. Крылья (5-10 мм) длиннее брюшка, как правило прозрачные. Субкостальная жилка длинная. Только четыре радиальные жилки достигают края крыла. Дискоидальная ячейка всегда имеется, лежит в дистальной части крыла. Жилка А2 короткая, впадает в край крыла далеко от впадения А1. Диагностическим признаком является длина первого членика лапки. У Trichocerinae он удлинённый, а у Paracladurinae — короткий, едва заметный.

Жилкование крыла Trichoceridae. C: костальная жилка; Sc: субкостальная жилка; R: радиальные жилки; M: медиальные жилки; Cu: кубитальные жилки; A: анальные жилки; h: плечевая жилка; r-m: радио-медиальная жилка; bm-cu: медио-кубитально-базальная жилка; dm-cu: медио-кубитально-дискальная жилка; dm: дискоидальная ячейка.

## Экология и местообитания
Взрослые комары встречаются весной и поздней осенью. Некоторые проявляют активность даже в зимнее время, отчего им было присвоено название «зимние комары». Самцы образуют рои, особенно в солнечные дни. Одни из немногих представителей двукрылых, встречающиеся в таёжной зоне в зимние месяцы. Также они могут встречаться отдыхающими в пещерах, шахтах, подвалах и дуплах деревьев. Летят на свет. Личинки встречаются во влажных местах, где они питаются гниющими растительными остатками, трупами и экскрементами животных, грибами. В Антарктиде обитают в помете пингвинов и гнездах других птиц. Продолжительность развития личинок — от нескольких недель до нескольких месяцев.

## Классификация
На основании имагинальных признаков семейство включают в инфраотряд Tipulomorpha, а на основании личиночных признаков его относят к Psychodomorpha. В мировой фауне около 200 видов в 15 родах. Семейство разделяется на четыре подсемейства.
- Подсемейство Ewauristinae Shcherbakov & Azar, 2019
  - †Ewaurista Shcherbakov & Azar, 2019 — Ливан, ранний мел, 1 вид[6]
- Подсемейство Kovalevinae Krzemińska, Krzemiński and Dah, 2009
  - †Kovaleva Krzemińska, Krzemiński & Dahl, 2009 — Россия (Забайкалье), юрский период, 6 видов[3]
- Подсемейство Paracladurinae Krzeminska 1992
  - Asdura Krzemińska, 2006 (= Adura Krzeminska, 2005) — Новая Зеландия, 4 вида[7].
  - Nothotrichocera Alexander, 1926 — Австралия и Новая Зеландия, 11 видов[3][7].
  - Paracladura Brunetti, 1911 — Голарктика, 31 вид[3][8]
  - Zedura Krzemińska, 2005 — Австралия, Новая Зеландия, Южная Америка (Чили, Аргентина), 17 видов[9]
- Подсемейство Trichocerinae Kertesz 1902
  - Cladoneura Scudder, 1894 (= Diazosma Bergroth, 1913) — Голарктика, 6 видов[10]
  - †Eotrichocera Kalugina, 1985 — Китай, Монголия, Россия (Бурятия, Якутия), юрский период, 7 видов[3]
  - †Mailotrichocera Kalugina, 1985 — Германия, Киргизия, Россия (Забайкалье), юрский период, 9 видов[2][3].
  - †Karatina Krzemińska, Krzemiński, Dahl & Lukashevich, 2009 — Казахстан, Россия (Восточная Сибирь), юрский и меловой период, 3 вида[3]
  - †Paleotrichocera Kalugina, 1986 — Монголия, меловой период, 1 вид[11].
  - †Rasnitsynina Krzemińska, Krzemiński & Dahl, 2009 — Россия (Забайкалье), юрский и меловой период, 2 вида[3]
  - †Tanychoreta Zhang, 2006 — Китай, Казахстан, Россия (Забайкалье), юрский период, 9 видов[3]
  - Trichocera Meigen, 1803  — Голарктика, Ориентальная область, Австралия, более 109 видов[12][13]
  - †Zherikhinina Krzemińska, Krzemiński & Dahl, 2009 — Китай, Казахстан, Монголия, Россия (Восточная Сибирь, Забайкалье), юрский и меловой период, 9 видов[3]
  - †Undaya Krzemińska, Krzemiński & Dahl, 2009 — Монголия, Россия (Забайкалье, Якутия), юрский период, 17 видов[3].